# Tupolew Woron

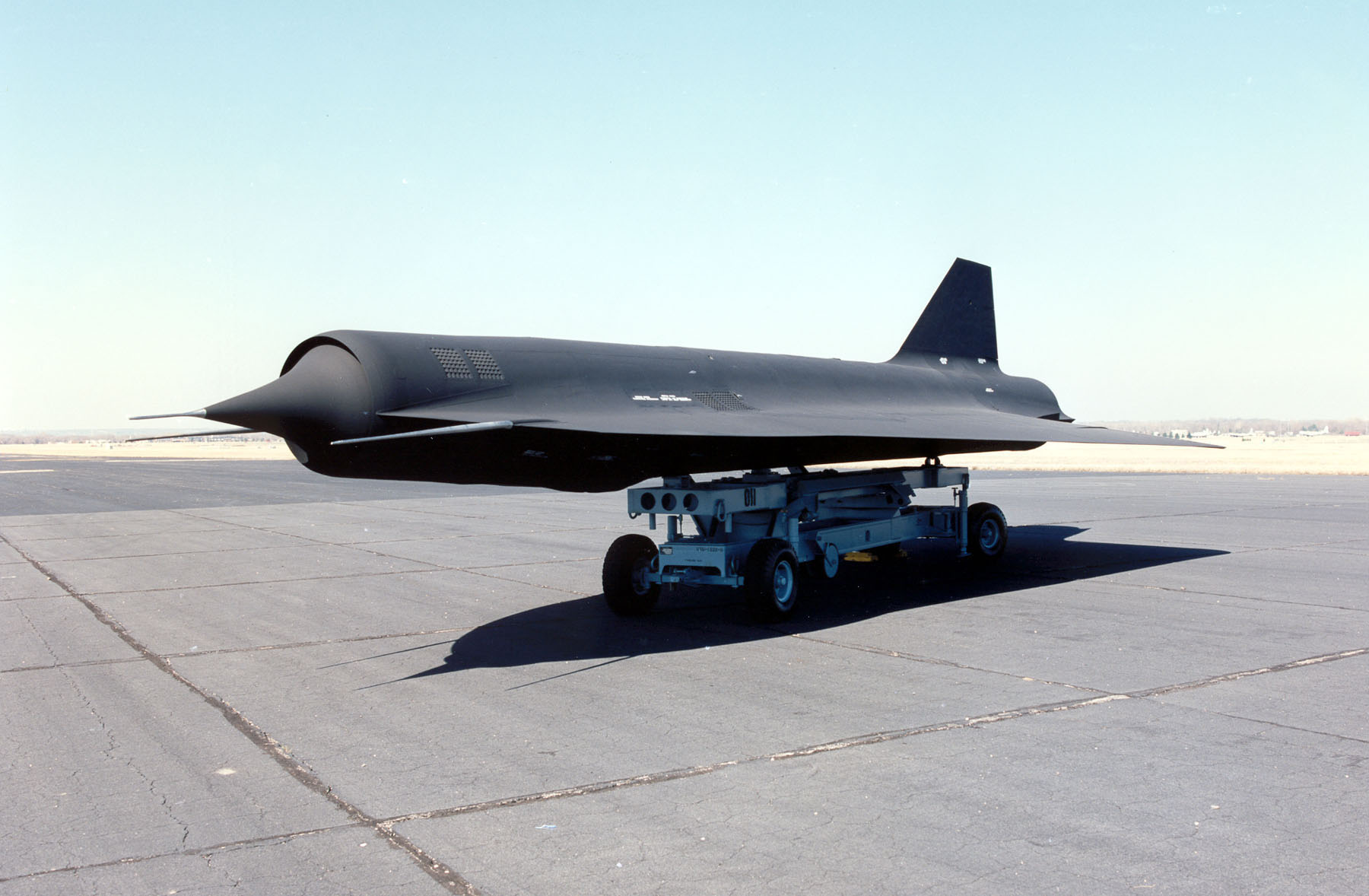
Lockheed D-21 als Vorlage der Woron

Die Tupolew Woron (russisch Ворон, Kolkrabe) war ein geplantes überschallschnelles unbemanntes Aufklärungsflugzeug des sowjetischen Herstellers Tupolew, das das Konzept der Lockheed D-21 aufgriff.

## Geschichte
Bei der ersten Mission einer Lockheed D-21 am 9. November 1969 erreichte die Drohne ihr Zielgebiet und konnte das Kernwaffentestgelände Lop Nor in der Volksrepublik China fotografieren, kehrte aufgrund einer Fehlfunktion des Navigationssystems jedoch nicht mehr um und stürzte schließlich in der Sowjetunion ab. Die Überreste wurden geborgen und von der sowjetischen Flugzeugindustrie analysiert.
Mit der Direktive Nummer 57 vom 19. März 1971 beauftragte der Ministerrat der UdSSR das OKB Tupolew, das den Tarnnamen MMZ Opyt trug und bereits mit den Drohnen Jastreb-1, Jastreb-2, Reis und Strisch Erfahrung im Drohnenbau hatte, damit, die D-21 unter Verwendung in der Sowjetunion verfügbarer Materialien, Triebwerke und Ausrüstung nachzubauen.
Das Projekt erhielt den Namen Woron (Rabe). Es stand unter direkter Leitung von Alexei Tupolew, dem Sohn von Andrei Tupolew. Die Woron war als Aufklärungsplattform geplant, die im Verbund mit anderen luft- und bodengestützten Aufklärungsmitteln zu einer gesamtheitlichen strategischen Aufklärung beitragen sollte. Der Autopilot sollte das Fluggerät entlang einer mittels Wegpunkten vorprogrammierten Route führen. Die Navigation erfolgte auf inertialer Basis. Zur Aufklärung stand als Nutzlast lediglich eine hochauflösende Kamera zur Verfügung, die an der Unterseite befestigt worden wäre. Die Drohne sollte von einer Tupolew Tu-95 aus gestartet werden. Dies ist vergleichbar mit der Modifikation der D-21, die von einer Flügelstation einer B-52 gestartet werden konnte, jedoch konnte eine B-52 unter jeder Tragfläche eine D-21 mitführen, während bei der Tu-95 eine Woron halb versenkt im Bombenschacht mitgeführt worden wäre. Auch der Einsatz der geplanten Bomberausführung der Tupolew Tu-144 als Gegenstück zur Kombination Lockheed SR-71/D-21 sowie dem späteren projektierten Bomber, der dann als Tupolew Tu-160 produziert wurde, war vorgesehen. Die Woron sollte mit einem RD-012-Triebwerk mit 1.350 kp Schub ausgerüstet werden; andere Quellen sprechen von einem 3Ts4-(RD-07K)-Triebwerk aus dem OKB-670 von Michail M. Bondarjuk. Das OKB-670 nutzte dafür auch das relativ gut erhaltene Marquardt-RJ43-MA-11-Triebwerk der D-21. Nach dem Lösen vom Trägerflugzeug sollte die Woron durch den abwerfbaren Booster mit einer Leistung von 47.500 kgp auf Überschallgeschwindigkeit beschleunigt werden. Die Woron war lediglich für eine einzige Mission vorgesehen. Nach der Erfüllung ihrer Mission sollten die gesammelten Daten in einer wiederverwendbaren Sektion, die die Aufklärungstechnik beinhaltete, vom Rest der Drohne getrennt werden und am Fallschirm sicher zu Boden gleiten, vergleichbar mit dem Verfahren bei der Jastreb-1-Drohne.
Es wurde auch ein bodengestützter Start der Woron angedacht, der von einem Sattelzuganhänger aus mit dem Booster durchgeführt werden sollte. Dieses Projekt wurde aber bald wieder verworfen, da damit die Einsatzfähigkeit in Bezug auf Reichweite dem Start von einem Trägerflugzeug aus weit unterlegen gewesen wäre.
Die Arbeiten an dem Projekt Woron dauerten mehrere Jahre an. Es kam aber nie zum Bau, dennoch ergaben sich aus dem Projekt wertvolle Erkenntnisse und brauchbare Materialien für zukünftige Überschall-Flugkörper.
Der Grund, warum die Woron nicht gebaut wurde, liegt darin, dass die sowjetische Regierung der Annahme war, dass Aufklärungssatelliten ein effektiveres Aufklärungsmittel sind als die Woron-Drohne.

## Technische Daten

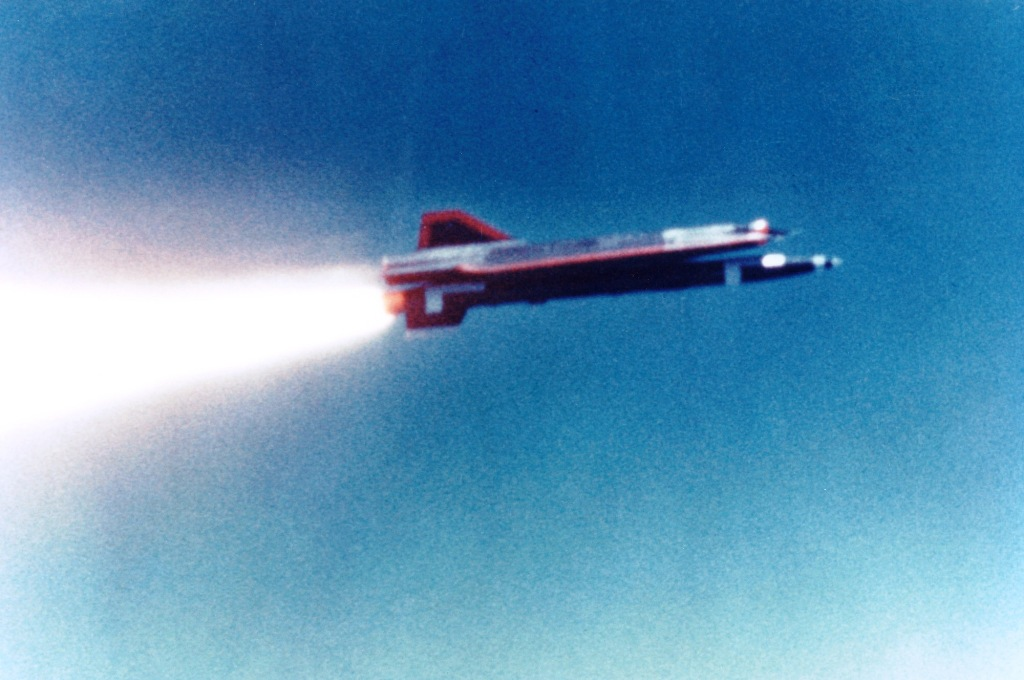
Lockheed D-21 mit Boostern

| Kenngröße             | Daten            |
| --------------------- | ---------------- |
| Länge                 | 13,07 m          |
| Spannweite            | 5,8 m            |
| Höhe                  | 2,08 m           |
| Flügelfläche          | 37 m²            |
| Leermasse             | 3.900 kg         |
| Masse Drohne          | 6.300 kg         |
| Masse mit Booster     | 14.120 kg        |
| Höchstgeschwindigkeit | 3.500–3.800 km/h |
| Dienstgipfelhöhe      | 23.000–26.400 m  |
| Reichweite            | 4.600 km         |